# قدسیه اشرف
قدسیه اشرف یا قدسیه (قدسیه مریم اشرف) (زادهٔ ۱ آذر ۱۲۶۸ هـ.ش. مصادف با ۲۲ نوامبر ۱۸۸۹ در شمال شرق تهران؛ درگذشتهٔ ۲۷ فروردین ۱۳۵۵ هـ.ش. مصادف با ۱۶ آوریل ۱۹۷۶) یکی از نخستین زنان ایرانی بود که تحصیلات عالیه داشت و توانست از دانشگاه‌های غربی مدرک رسمی دریافت کند. او یک خیّر بهائی بود و در اجرای چندین طرح در حوزهٔ آموزش و سلامت، عمدتاً برای زنان و کودکان ایرانی، نقش مهمی داشت.

## کودکی و تحصیلات اولیه
قدسیه اشرف، اولین فرزند میرزا فضل‌الله (پسر ملا اشرف، اهل کن) و صفیه‌منور خانم (از خانواده‌ای اصفهانی) بود و در تهران متولد شد. 
قدسیه فارسی و عربی را در کودکی نزد معلم‌های خصوصی یاد گرفت و چون اشتیاق زیادی برای یادگیری داشت، او را به مدرسه دخترانه آمریکایی تهران فرستادند و آنجا سه سال زبان انگلیسی را هم آموخت. وقت آزاد او صرف تدریس در مدارس مختلف تهران می‌شد از جمله مدرسه ناموس و مدرسه تربیت بنات. او به‌زودی متوجه شد که نمی‌تواند در آن فضا به اهداف خود برسد و والدینش که نسبت به زمانهٔ خود ذهن بسیار بازی داشتند تصمیم گرفتند او را برای تحصیل به ایالات متحده آمریکا بفرستند.

## تحصیل در آمریکا
در ۲۶ فروردین ۱۲۹۰، قدسیه همراه با دو دوست خانوادگی، تهران را ترک کرد و از طریق بندر انزلی، باکو، باتومی و وین، به انگلستان رفت و نهایتاً در ۱۲ خرداد ۱۲۹۰ به نیویورک رسید. کمتر از دو هفته بعد، او در اولین اجلاس «مجمع آموزشى ايران و آمریکا» در واشینگتن، دی.سی. که انجمنی برای تبادل فرهنگی بود به زبان انگلیسی سخنرانی کرد که احساسات زیادی را برانگیخت. سخنرانی او به‌عنوان مهمان افتخاری در مراسمی که در Rauscher’s Hall برگزار شد هم با استقبال خوبی مواجه شد. حضور او در آمریکا پوشش مطبوعاتی قابل‌توجهی داشت. او در ۲۸ خرداد ۱۲۹۰ به مناسبت بیست‌وپنجمین سالگرد ازدواج رئیس‌جمهور ویلیام هووارد تفت، به کاخ سفید دعوت شد.
پس از توقفی کوتاه در بالتیمور و پیتسبرگ، قدسیه به شیکاگو رفت و در انستیتو لوئیس (Lewis Institute) و سپس مدرسهٔ آیروینگ (Irving School) پذیرفته شد. در ۱۱ اردیبهشت ۱۲۹۱، عبدالبهاء از او خواست که به نمایندگی از زنان شرقی، در مراسم کلنگ‌زنی معبد بهائیان در شهر ویلمت در ایالت ایلینوی حضور پیدا کند. قدسیه دوبار دیگر (در آبان ۱۲۹۱ در واشینگتن، دی.سی. و در ۱۲۹۹ در حیفا) با عبدالبهاء دیدار کرد.
قدسیه پس از دریافت مدرک دیپلم، در تابستان ۱۲۹۳ در کالج هنرهای آزاد دانشگاه بوستون پذیرفته شد و در خرداد ۱۲۹۶ مدرک لیسانس خود را دریافت کرد. در ۱۵ تیرماه همان سال، او توانست از مرکز صلیب سرخ آمریکا در شهر بوستون، مدرک کمک‌های اولیه دریافت کند. قدسیه طی این دوره به هنرهای دراماتیک هم علاقمند شد و در نمایش‌های تاریخی آمریکایی شرکت می‌کرد و در مراسم سیصد سالگی ویلیام شکسپیر نیز حاضر بود. قدسیه تحصیلات تکمیلی‌اش را در کالج معلمان دانشگاه کلمبیا گذراند و مدرک فوق لیسانس خود را در ۱۴ خرداد ۱۲۹۷ دریافت کرد. در سال تحصیلی ۱۹۱۹-۱۹۱۸، قدسیه در مدرسهٔ دهکده‌ای به نام بورو در فلمینگتون، نیوجرسی به تدریس پرداخت و مدیر واحد علوم این مدرسه بود.

## بازگشت به ایران
در سال ۱۲۹۸، قدسیه آمریکا را ترک کرد و به ایران بازگشت. توجه او بیش از هرچیز معطوف به پیشرفت آموزش زنان و واردکردن آنها به حلقه‌هایی بود که تاکنون از آنها محروم بودند. او عضو موسس انجمن «لجنه ترقی نسوان» بود که اقدامات آموزشی و فرهنگی برای زنان انجام می‌داد مانند تشکیل کلاس سوادآموزی، کتابخانه، تشویق به شرکت در سخنرانی‌های عمومی و حلقه‌های مباحثه. هدف از این اقدامات، حرکت به سوی حذف تبعیض جنسیتی و آشنا کردن زنان با مسائلی فراتر از اشتغالات خانگی و روزمره بود. چندصد نفر زن به طور مرتب در این برنامه‌ها شرکت می‌کردند.

## تحصیل و کار در لبنان
قدسیه در ۳۸ سالگی ایران را ترک کرد تا در دانشگاه آمریکایی بیروت مشغول تحصیل شود. او در ۴ تیر ۱۳۰۹ موفق به گرفتن مدرک از دانشکدهٔ پرستاری شد و مدرک مامایی را هم یک‌سال بعد در یکم تیر ۱۳۱۰ دریافت کرد. پس از آن، در شهر نابلس مطب پزشکی باز کرد که عمدتا به درمان بیماران از محروم‌ترین طبقات اجتماعی اختصاص داشت. در کنگرهٔ زنان شرق که در سال ۱۳۱۰ در دمشق برگزار شد، قدسیه به‌عنوان نمایندهٔ رسمی زنان ایرانی حاضر شد و سخنرانی تاثیرگذاری ایراد کرد.

## بازگشت مجدد به ایران و فعالیت‌های خیریه
پس از بازگشت به ایران، قدسیه اشرف در سال ۱۳۲۳ به استخدام شرکت نفت ایران و انگلیس در آبادان درآمد و در سال ۱۳۲۵ به عنوان مدیر برنامهٔ آموزش و رفاه کارگران و خانوادهٔ آنها منصوب شد. قدسیه با ۱۲ ساعت کار روزانه در هوای گرم آبادان، موفق شد مدرسه‌ای روزانه را تاسیس کند که تا ۹۰۰ نفر از کودکان خیابانی در این مدرسه زیر نظر حدود ۲۰ معلم درس می‌خواندند. در این مدرسه آزمایش‌های سلامت (به‌خصوص معاینهٔ چشم) انجام می‌شد و این مدرسه مدتی بعد به یک مهدکودک و دبستان تبدیل شد که وزارت آموزش و پرورش نیز آن را به رسمیت شناخت.
در سال ۱۳۲۷، قدسیه در منطقه فرح‌آباد شهر آبادان، کلاس‌هایی برای همسران و دختران کارگران راه‌اندازی کرد و در این کلاس‌ها موضوعاتی مانند خواندن، نوشتن، حساب، صنایع دستی، مراقبت و آموزش کودک، بهداشت و تغذیه، اقتصاد خانه، رفتار و آداب اجتماعی، به زنان آموزش داده می‌شد. جلسات ادواری گفتگو برای زنان دانش‌آموز و شوهرانشان، و برای دختران نوجوان همراه با والدینشان نیز ترتیب داده می‌شد. ۳۰۰ دانش‌آموز زن در پایان تحصیلاتشان دیپلم گرفتند و بسیاری از آنها در مسابقه‌های سالانه جشنواره هنر و صنایع دستی آبادان شرکت می‌کردند.
قدسیه از ۲۴ شهریور ۱۳۲۴ به عضویت «شورای عالی فرهنگ آبادان» درآمد و موسس و عضو هیئت مدیره انجمن هنری آبادان و بنگاه حمایت کودکان بینوا نیز بود. او در این دوره توانست احترام جامعه را کسب کند و به افتخارات زیادی دست یابد. در ۳ اسفند ۱۳۲۶، نشان سلطنتی بریتانیا برای خدمت به آزادی را از جرج ششم دریافت کرد که از سوی سفیر بریتانیا به او تقدیم شد.
پس از بازنشستگی از شرکت نفت ایران و انگلیس در سال ۱۳۲۷، قدسیه اشرف در محلهٔ حصیرآباد که یکی از محروم‌ترین محلات آبادان بود ساکن شد و مطب خصوصی و درمانگاه کوچکی را تاسیس کرد و در آنجا بیماران را فارغ از توان مالی‌شان مداوا می‌کرد.

## سفر به آمریکای جنوبی
در اواخر سال ۱۳۴۵، اشتیاق خستگی‌ناپذیر و ماجراجویی قدسیه باعث شد مدتی به آمریکای جنوبی مهاجرت کند. او به برزیل، کلمبیا و اکوادور رفت و در این کشورها، با کمک مترجمان بومی، برای پیشرفت آموزش و سلامت زنان و جوانان در مناطق روستایی دورافتاده تلاش می‌کرد.

## بازگشت به ایران و مرگ
قدسیه در سال ۱۳۵۲ به ایران بازگشت و پس از بازدید از استان‌های کرمان و بلوچستان، در منطقه ترکمن‌صحرا ساکن شد و باقی عمرش را صرف بهبود زندگی ۵۰ خانوادهٔ مهاجر و کارگر بلوچ در این منطقه کرد. او یک درمانگاه ابتدایی در این منطقه راه‌اندازی کرد که کمک‌های اولیه، واکسن، داروهای لازم برای بیماری‌های مسری و درمان زحم و جراحت ارائه می‌کرد. او یک کتابخانه کوچک، یک مهدکودک و یک دبستان نیز در این منطقه تاسیس کرد که حدود ۵۰ دانش‌آموز، اغلب دختر، می‌توانستند تا کلاس پنجم درس بخوانند. در دبستان و کلاس‌هایی که برای زنان بزرگسال تشکیل می‌شد، موضوعاتی مانند بهداشت و سلامت، رفتار و تربیت اجتماعی، آواز، نقاشی و مباحثه تدریس می‌شد. لوازم موردنیاز درمانگاه و کلاس‌ها با اتوبوس از تهران می‌رسید و اغلب اوقات حمل‌ونقل را خود قدسیه اشرف انجام می‌داد.
قدسیه اشرف همواره در پی خدمت و پیشبرد برنامه‌های ترقی آیین بهائی بود و در سن ۸۵ سالگی به روستای تاکر در شهرستان نور رفت تا به ساکنان این روستا کمک کند. هدف اصلی او مشارکت در پروژه‌ای بود که بیمارستان میثاقیه برای ایجاد تسهیلات پزشکی در این روستا اجرا می‌کرد.
قدسیه اشرف در ۲۷ فروردین ۱۳۵۵، در ۸۶ سالگی، پس از یک دوره کوتاه بیماری درگذشت و در گلستان جاوید (گورستان بهائیان در تهران) به خاک سپرده شد.